# مسجد جامع شافعی
مسجد جامع شافعی مسجد جامع اهل سنت کرمانشاه است که از مشهورترین مساجد اهل‌سنت ایران و شافعیان ایران به‌شمار می‌رود. که در راستهٔ بازار کرمانشاه (تاریکه بازار) قرار دارد و در سال ۱۲۹۰ تأسیس شده‌است. این مسجد از یک‌سو به میدان جوانشیر و از سوی دیگر به تاریکه بازار منتهی می‌شود و در محلی که پیش‌تر زائرسرا بوده توسط اهل سنت کرمانشاه ساخته شد.
احداث ساختمان مسجد به‌ همت کسانی چون خلیفه محمدصالح محمدی، خلیفه سید‌علی نقشبندی، جعفر شریفی، احمد مدللی، میرزاحبیب بلندی، علی‌محمد شیانی و جمعی از مردم کرمانشاه امکان‌پذیر شد.
مسجد ۱۰۶۰ مترمربع زیربنا دارد. در ساخت آن از معماری اسلامی الهام گرفته شده‌است و به سبک مساجد امپراتوری عثمانی در ترکیه ساخته شده‌است. فضای داخلی مسجد دارای شبستان‌های زنانه و مردانه، کتابخانه، فضاهای کفش‌کن، آبدارخانه و غیره می‌باشد.امروزه فقط در بنای تازهٔ مسجد نماز برگزار می‌شود.
سازه اصلی مسجد فلزی است و از نوع سیستم طاق ضربی ساخته شده‌است. نمای بیرونی آن با سنگ تراورتن سفید پوشیده شده‌است. مسجد از گنبد و منارهٔ قدیمی و دو مناره ساده فلزی طلایی‌رنگ به ارتفاع تقریبی ۹ متر تشکیل شده که در بالای ساختمان موقوفه مسجد در ضلع جنوبی نصب شده‌است.
ملامحمد ربیعی از سال ۱۳۵۷ از سوی مردم به‌عنوان خطیب و امام جمعه این مسجد انتخاب شد و تا هنگام کشته‌شدن در جریان قتل‌های زنجیره‌ای در این مسجد بود.

## نگارخانه

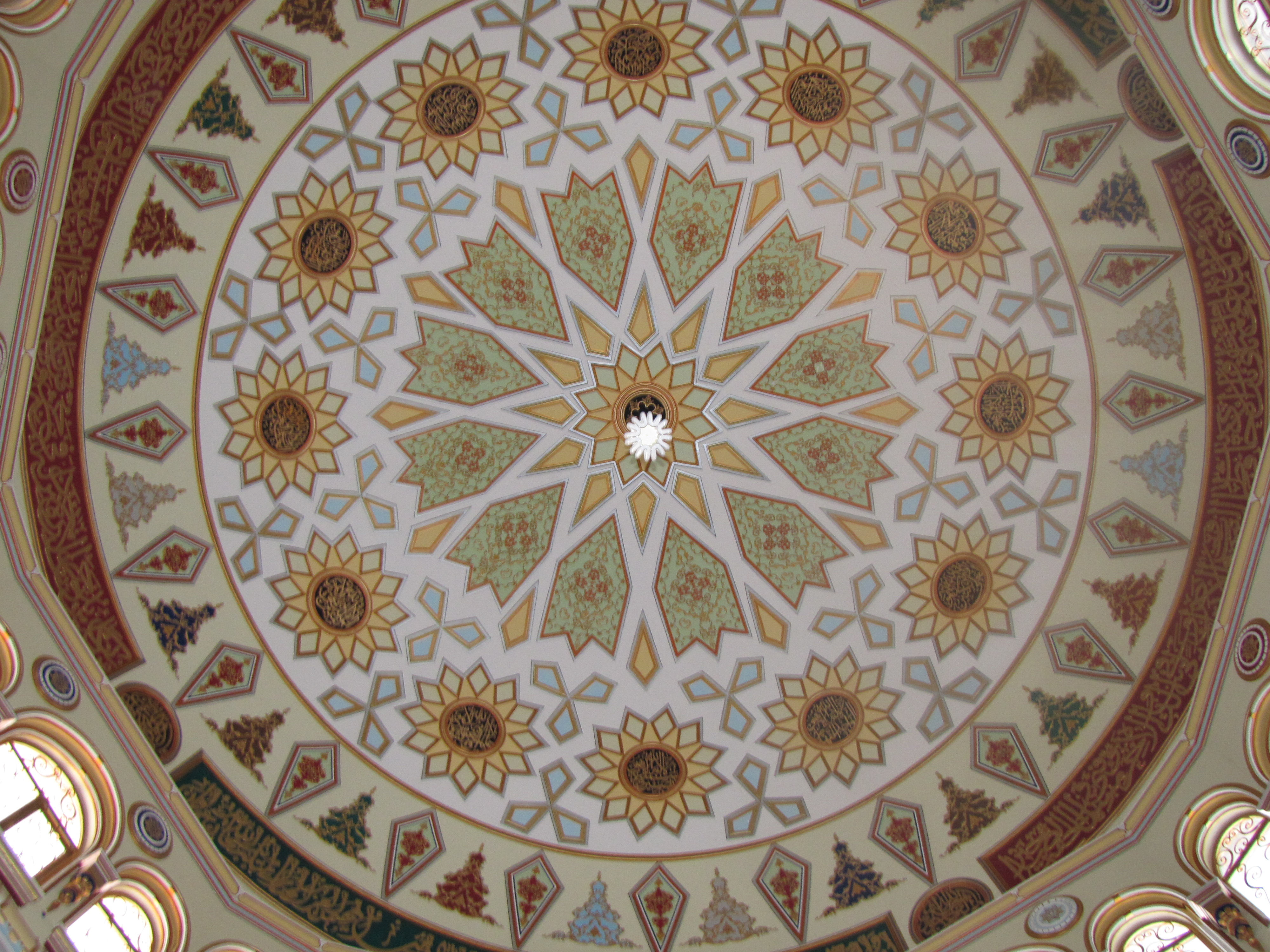
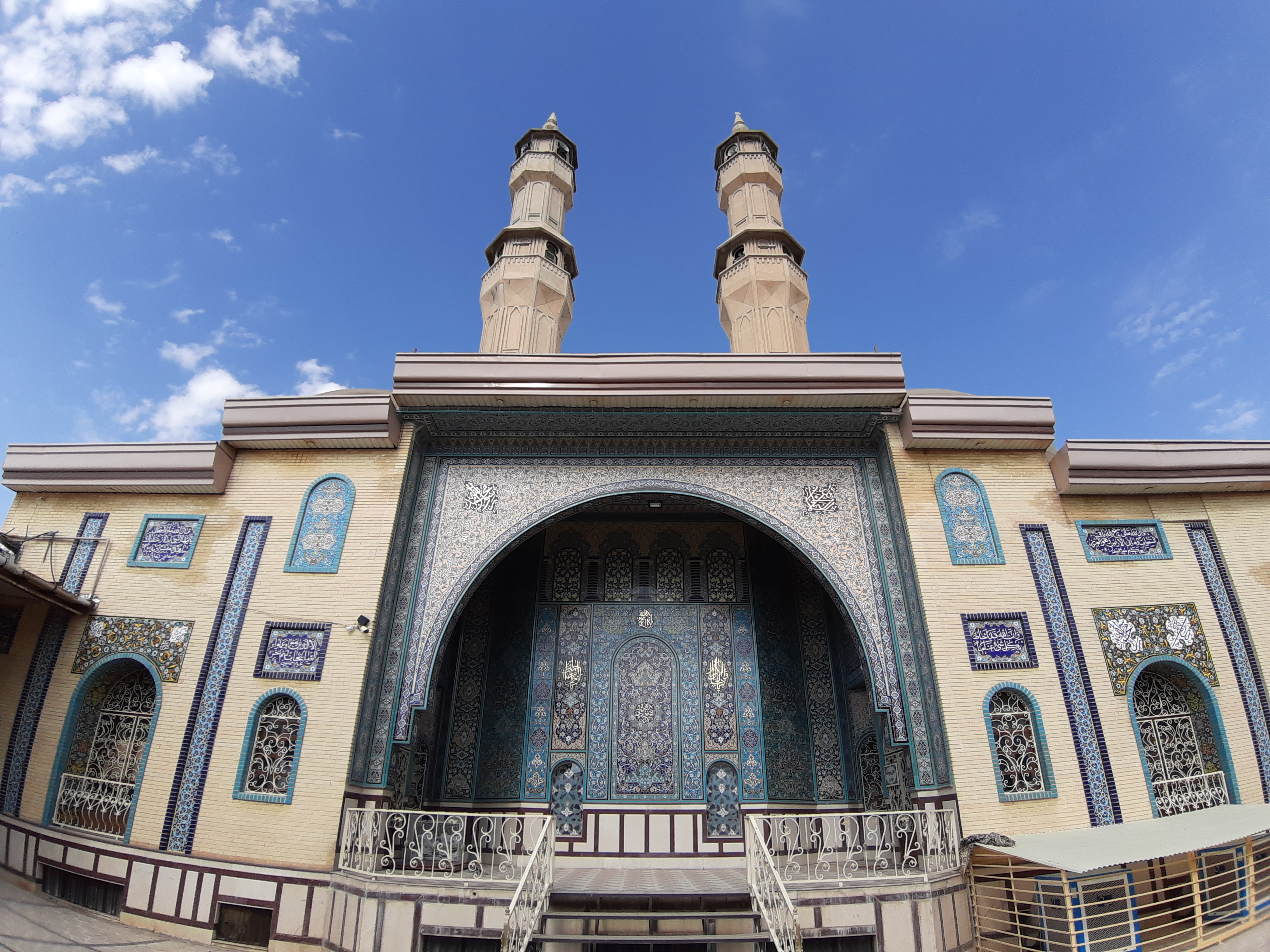